# Kassow
Kassow ist eine Gemeinde im Landkreis Rostock in Mecklenburg-Vorpommern (Deutschland). Die Gemeinde wird vom Amt Schwaan mit Sitz in der Stadt Schwaan verwaltet.

## Geografie
Die Gemeinde Kassow liegt am Ostufer der Warnow zwischen den Städten Schwaan und Bützow.
Umgeben wird Kassow von den Nachbargemeinden Vorbeck im Norden, Schwaan und Rukieten im Nordosten, Mistorf im Südosten, Groß Schwiesow im Süden sowie Zepelin im Südwesten.
Zu Kassow gehören die Ortsteile Neu Kassow und Werle.

## Geschichte
Kassow könnte von kaczka (Ente, Entengegend) oder von kase (Grütze) abgeleitet sein. Die erste Beurkundung des Gutes Kassow als ritterschaftliches Lehngut ist von 1593, als es von Ludwig Fineken verkauft wurde. 1767 bis 1790 kam es zu einem herzoglichen Prozess gegen den Oberstleutnant von Wackerbarth und dessen Erben (Pfandinhaber von Kassow) wegen der Legung der letzten Bauern in Kassow. Das Gut mit Anteilen in Oettelin ging ca. 1778 in den Besitz des Oberstleutnants über.
Im Ortsteil Werle befand sich im 12. Jahrhundert eine slawische Burg. Nach ihr wurde das Herrschaftsgebiet der Fürsten zu Werle benannt, einer mittelalterlichen Nebenlinie des mecklenburgischen Fürstenhauses, die vom 13. bis 15. Jahrhundert im Fürstentum Werle regierten.

## Politik

### Gemeindevertretung und Bürgermeister
Der Gemeinderat besteht (inkl. Bürgermeister) aus 7 Mitgliedern. Die Wahl zum Gemeinderat am 26. Mai 2019 hatte folgende Ergebnisse:
| Partei/Bewerber       | Sitze |
| --------------------- | ----- |
| Einzelbewerberin Marx | 1     |
| Bündnis 90/Die Grünen | 4     |
| CDU                   | 1     |
| Die Linke             | 1     |

Bürgermeister der Gemeinde ist Wolfgang Stegmann (Bündnis 90/Die Grünen). Er wurde am 17. Juni 2019 aus der Mitte der Gemeindevertreter gewählt, da keine Bewerber zur Bürgermeisterwahl am 26. Mai 2019 angetreten sind.

## Verkehr
Durch Kassow verläuft die Bahnstrecke Bad Kleinen–Rostock; es handelt sich um den Abschnitt zwischen den Bahnhöfen Bützow und Schwaan. Die Züge halten auf diesem Abschnitt jedoch nicht. Der nächste Bahnhof ist Mistorf an der Bahnstrecke Güstrow–Schwaan; er liegt etwa vier Kilometer östlich des Ortskerns von Kassow.

## Sehenswürdigkeiten

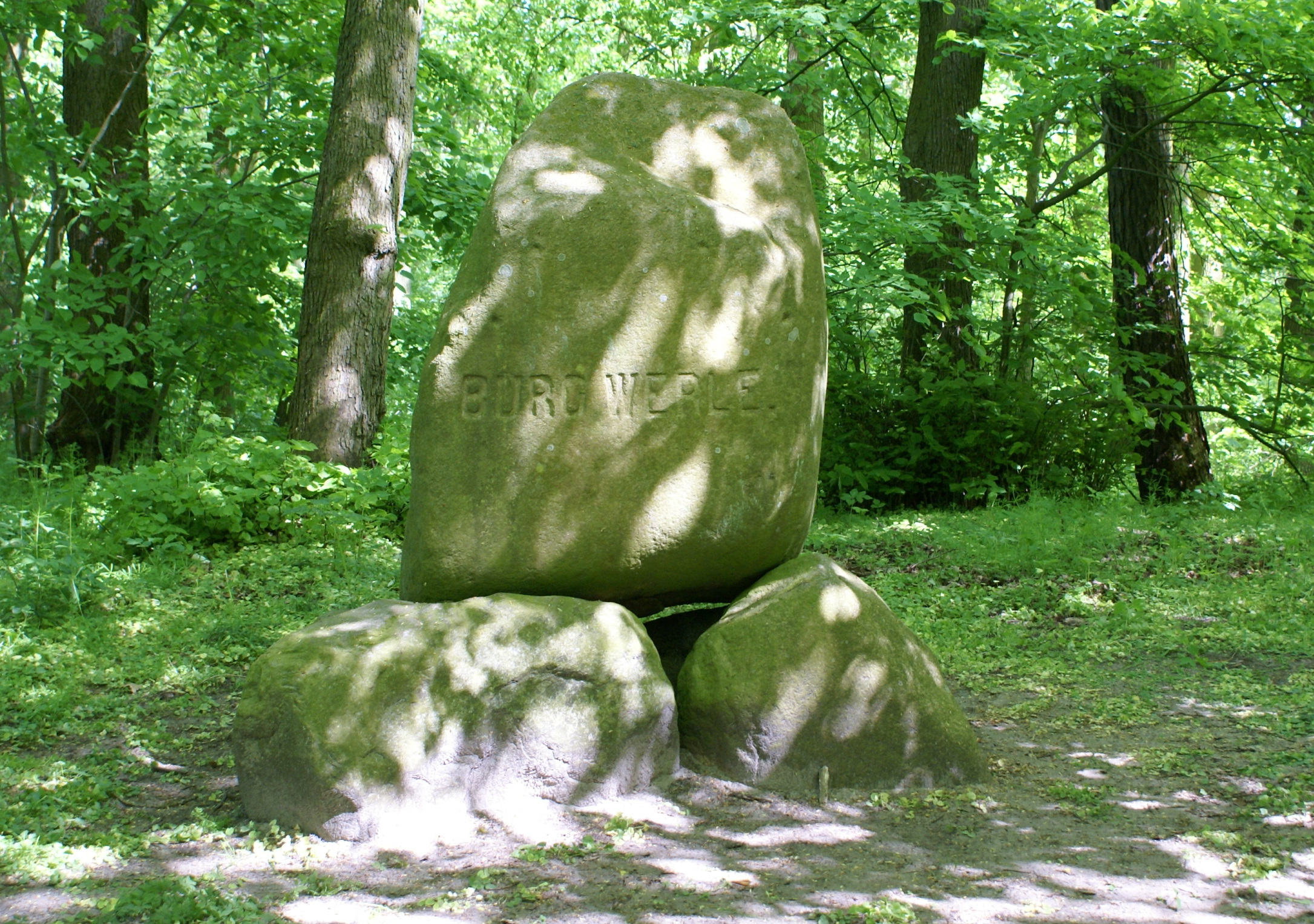
Findling an der Stelle der ehemaligen Burg Werle

- ehemalige Burg Werle (Findling)
- Flussläufe von Warnow und Beke